# Xyroptila africana
Xyroptila africana là một loài bướm đêm thuộc họ Pterophoridae. Nó được tìm thấy ở Cộng hòa Dân chủ Congo và Ghana.